# Lacconotus pallidus
Lacconotus pallidus är en skalbaggsart som beskrevs av Van Dyke 1928. Lacconotus pallidus ingår i släktet Lacconotus och familjen Mycteridae. Inga underarter finns listade i Catalogue of Life.